# Combat de Mellé
Chouannerie
Le combat de Mellé vit la prise de la commune de Mellé par les Chouans, à la fin du XVIIIe siècle, en France.

## Déroulement
Après la défaite des Vendéens lors de la Virée de Galerne, Aimé du Boisguy décida de reprendre le combat. Il convoqua ses hommes à un rassemblement pour la nuit du 14 au 15 février 1794, entre Villamée et Parigné. deux cents hommes, plutôt bien armés, furent au rendez-vous et choisirent de marcher sur Mellé, car des Gardes territoriaux de ce bourg avaient commis des pillages à Parigné au début de ce mois. À 6 h du matin, les Chouans attaquèrent. Les Républicains croyaient les Blancs vaincus et ne soupçonnaient rien, seuls cinq hommes étaient de garde, la plupart des Gardes territoriaux étaient dans leurs maisons, dispersées dans les campagnes. L'un des factionnaires fut désarmé et les Chouans entrèrent dans le bourg. Un caporal les aperçut et tira un coup de feu pour donner l'alerte. Les Républicains éveillés, voyant les Chouans maîtres du terrain ne tentèrent pas de résister et s'enfuirent.
Rapidement des renforts arrivèrent depuis Fougères, Boisguy feignit alors de se retirer vers Parigné, puis se porta vers le bois du Châtllier où il fit reposer ses hommes, tandis que les Républicains le cherchaient à l'opposé.